# 467년

## 연호
- 유송(劉宋) 태시(泰始) 3년
- 북위(北魏) 천안(天安) 2년 / 황흥(皇興) 원년

## 기년
- 유송(劉宋) 명제(明帝) 3년
- 북위(北魏) 헌문제(獻文帝) 2년
- 신라(新羅) 자비 마립간(慈悲麻立干) 10년
- 고구려(高句麗) 장수왕(長壽王) 55년
- 백제(百濟) 개로왕(盖鹵王) 13년